# Anastasija Motak
Anastasija Maksymivna Motak (in ucraino Анастасія Максимівна Мотак?; Zhytomyr, 12 novembre 2004) è una ginnasta ucraina, vincitrice della medaglia d'oro con la squadra ai Campionati europei 2020.